# دومینیک ساندا
دومینیک ساندا (فرانسوی: Dominique Sanda‎؛ زادهٔ ۱۱ مارس ۱۹۵۱) هنرپیشه و مدل اهل فرانسه است.
او برندهٔ مدال لژیون دونور شده‌است. ساندا در ۱۹۷۸ در فیلم یوتوپیا (Utopia) به کارگردانی ایرج عظیمی نیز ایفای نقش کرده‌است.

## فیلم‌شناسی
- سن لوران (۲۰۱۴)
- رودهای قرمز (۲۰۰۰)
- کریستال یا خاکستر (۱۹۸۸)
- کابوبلانکو (۱۹۸۰)
- یوتوپیا (۱۹۷۸)
- فراسوی نیک و بد (۱۹۷۷)
- ارث (۱۹۷۶)
- ۱۹۰۰ (۱۹۷۶)
- تابلوی خانواده در صحنه‌ای از زندگی روزانه (۱۹۷۴)
- داستان یک داستان عاشقانه (۱۹۷۳)
- باغ فینزی کوینتینی (۱۹۷۰)
- زن نازنین (۱۹۶۹)